# Nick Heyle
Nick Heyle (fl. XX secolo) è stato un calciatore inglese, di ruolo mediano.

## Carriera
Fu un giocatore della Juventus per una sola stagione in cui collezionò una sola presenza in campionato, il 5 novembre 1911 contro la Pro Vercelli in una sconfitta per 1-0.

## Statistiche

### Presenze e reti nei club
| Stagione        | Club            | Campionato      | Campionato | Campionato |
| Stagione        | Club            | Comp            | Pres       | Reti       |
| --------------- | --------------- | --------------- | ---------- | ---------- |
| 1911-1912       | Juventus        | Prima Categoria | 1          | 0          |
| Totale Juventus | Totale Juventus |                 | 1          | 0          |
| Totale carriera | Totale carriera |                 | 1          | 0          |